# Otto Sjögren (historiker)
Karl August Otto Sjögren, född 4 augusti 1844 i Lemnhults socken, Jönköpings län, död 19 september 1917 på Häckelsta, Dunkers församling, Södermanlands län, var en svensk historiker.

## Biografi
Sjögren blev 1863 student vid Uppsala universitet, 1869 filosofie doktor, samma år läroverkslärare i Göteborg och 1875 rektor vid pedagogien i Södertälje samt var 1879–1908 lärare vid Katarina femklassiga läroverk i Stockholm. 
Utöver nedanstående skrifter utgav Sjögren en bearbetning av Georg Webers världshistoria (1886), fortsatte Anders Fryxells "Berättelser ur svenska historien" (delarna 47–48, Gustaf III:s regering, 1891–1892, och del 49, Gustaf IV Adolf, 1893) samt redigerade nionde bandet av "Svenskt biografiskt lexikon. Ny följd" (omfattande artiklarna Roberg-Silfversköld, 1883).
Han var gift med Ida Wieselgren (1846–1871), dotter till Peter Wieselgren, och sedan med Lydia Eleonora Oléhn (född 1853). Han hade bland flera barn en dotter i första äktenskapet, Una Sjögren, som gifte sig med John Pontén.